# Цаккар (река)
Цаккар (арм. Ծակքար) — река, протекающая в Армении, на юго-западе Гегаркуникской области.
Исток реки расположен на восточных склонах северной части Гегамского хребта. В 3,5 км к северо-востоку от расположенного на левом берегу одноименного села впадает в озеро Севан. Длина реки составляет 12 км, площадь водосбора — 66 км². Протекает по глубокому ущелью, которым Гевонд Алишан объясняет название реки (букв. щель-камень). Ранее была богата храмулей. На карте к своей работе «Сисакан» (1893, арм. Սիսական) Г. Алишан называет правый приток Цаккара — Кохагет (арм. Կողագետ, «река храмули»). Имеет три притока: Зорагюх, Чоргет и Тирочахпюр.
Заповедник «Личк-Аргичи» расположен в юго-западной части национального парка «Севан» в устьевых участках рек Цаккар, Личк и Аргичи. В 2018 году качество воды реки Цаккар в устье оценено как «посредственное». В июле того же года с помощью общественности были проведены работы по очистке реки.